# داستين كيلر
داستين كيلر (بالإنجليزية: Dustin Keller)‏ هو لاعب كرة قدم أمريكية أمريكي، ولد في 25 سبتمبر 1984 في لافاييت في الولايات المتحدة.

## وصلات خارجية
- داستين كيلر على موقع مرجع كرة القدم المحترفة.كوم (الإنجليزية)